# 月嶋りお
月嶋 りお（つきしま りお、1985年4月10日 - ）は、日本の元AV女優。
身長:160cm。スリーサイズ:B85(D)・W58・H85。

## 略歴・人物
2007年にAVデビュー。

## 出演作品

### アダルトビデオ
2007年
- &Fashion 56（5月18日、ゴーゴーズ）
- 渋谷カリスマショップ店員（5月20日、スターパラダイス）
- WOMAN ［日本の女性に惚れなおす］ 11（6月5日、ドリームチケット）
- 表参道セレブお姉さんとキモ男のベロベロちゅうちゅう（6月13日、グローリークエスト）
- 美尻ナース騎乗 （6月15日、アリスJAPAN）
- 彼女が全面支配する ボクとカノジョと僕のオナニー（6月15日、ワープエンタテインメント）
- エロカワ店員をドM調教 （6月20日、スターパラダイス）
- ようこそ催淫（アブナイ）世界へ 2 おマタ開いて心を閉じて イキたい女の股ぐら事情 （6月21日、アテナ映像）
- 痴女だらけのバスツアー（6月22日、レアル・ワークス）
- 僕のママは痴女でしかも3人（7月1日、ワンズファクトリー）
- 団地妻生中出し 10（7月6日、TMA）
- 僕のママは痴女でしかも3人 月嶋りお、@YOU、中村さら (7月11日、ワンズファクトリー)
- 僕がペット 集団痴女編（7月20日、レアル・ワークス）
- 黒ストッキングの女性社員たち （8月10日、I.B.WORKS）
- 彼女のカノジョと 23（9月7日、ゴーゴーズ）
- ○万円のアルバイト 1回だけの素人撮り NO.01（9月13日、コジィー）
- 49GALS 1 （9月21日、UNDER CORE）
- 接吻や乳首舐められながら手コキされた僕。（10月1日、ワンズファクトリー）
- こんな痴女キャバ嬢を指名してみたい。（10月13日、マルクス兄弟）
- ［人気AV女優が出会いサイトで素人くんをゲット!オモチャにしちゃうゾ…］ “私を好きにしていいから好きにさせて!!”（10月25日、P☆MAX）
- 近親妻 第2章 禁断の関係に萌えあがる人妻たち（12月8日、隼エージェンシー）
- 中出しされた人妻たち 第7章（12月19日、ミスター・インパクト）
- 感じる女の表情と腋の下（12月19日、エロマ/妄想族）

2008年
- フェラコレ2008冬SP 25人のフェラジェンヌ（1月12日、隼エージェンシー）
- ピストン騎乗位 3（1月13日、アロマ企画）
- 最高の筆下ろしを貴方に…（1月20日、ホットエンターテイメント）
- Gal Can オトナ☆セクシー（1月21日、h.m.p）
- Smoking Girls タバコを吸う女のエロティシズム（2月8日、TMA）
- こだわりの手コキ 7 4時間SP 30人のハンドメイド（2月9日、隼エージェンシー）
- 私のおま○ことお口にあなたのザーメンを下さい 2（2月19日、ミスター・インパクト）
- 悶慾愛玩レオタード 6（12月11日、ぬるぬる愛好会）
- 水責め競泳水着（12月11日、ぬるぬる愛好会）
- ディルドにまたがる女優たち 2（12月13日、アロマ企画）

2009年
- 人妻の履歴書 第6章 無理やり犯された12人の人妻たち（2月15日、隼エージェンシー）

### アダルトサイト
- ミセスバージン WOMAN INSIDE No.086 寺島あかね（ミセスバージン） ※「寺島あかね」名義